# متحف الزيلعي
متحف الزيلعي؛ هو متحف تاريخي بجزيرة فرسان بمنطقة جازان جنوب المملكة العربية السعودية وقام بتأسيسه زيلعي بن محمد داوود حيث يعد المتحف من المتاحف البحرية نظرًا لاحتوائه على أكثر من 10 آلاف قطعة بحرية متنوعة ما بين الأصداف والأحياء البحرية المتنوعة كما يوجد بالمتحف "حوت" طوله 16 مترًا. يحتوي المتحف أيضًا على سلاحف مختلفة الأحجام وأسماك مختلفة. اعتاد المؤسس "زيلعي محمد داوود" المشاركة بشكل سنوي في مهرجان الجنادرية من ضمن جناح خاص لمنطقة جازان.